# Pegaz indyjski
Pegaz indyjski (Pegasus volitans) – gatunek ryby morskiej z rodziny pegazowatych (Pegasidae). Poławiany do handlu akwarystycznego oraz lokalnie w zastosowaniu medycyny tradycyjnej. Wielkość populacji nie została oszacowana.

## Występowanie i biotop
Występuje w wodach Oceanu Indyjskiego i Oceanu Spokojnego, w Zatoce Perskiej, u wybrzeży południowo-wschodniej Afryki, od wybrzeży Mjanmy po Japonię i tropikalne wody Australii. Żyje w zatokach i ujściach rzek na skalistym, piaszczystym i bogatym w muł dnie morskim.

## Morfologia

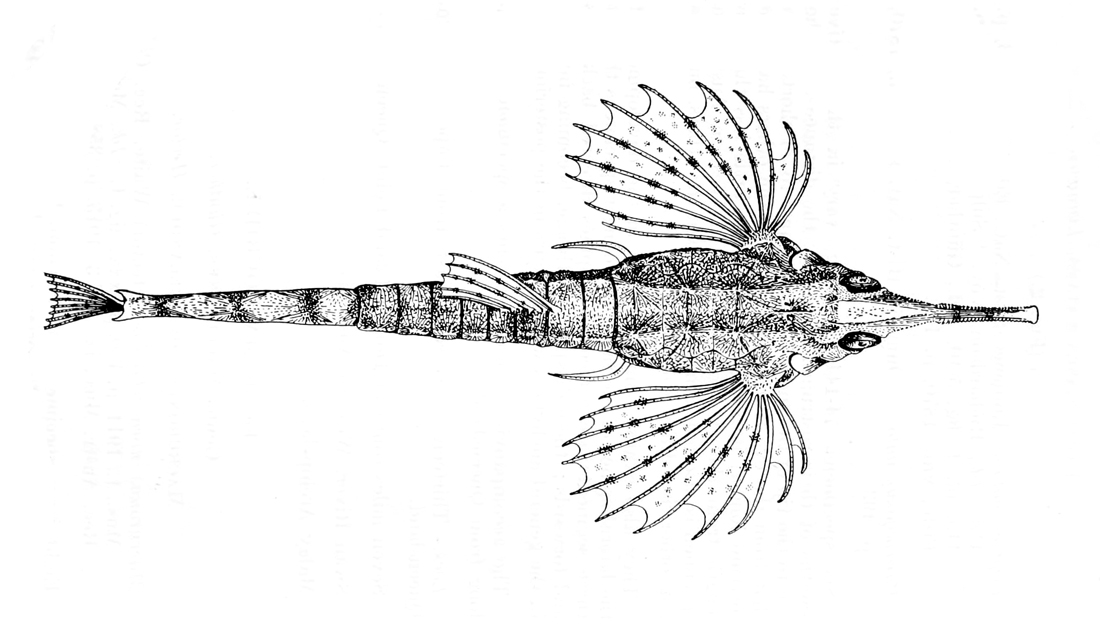
Pegaz indyjski na ilustracji z 1911

Osiąga długość 12 cm, maksymalnie do 20 cm. Ciało o zmiennej barwie, od brunatnej do szarej z siatkowanym lub plamistym wzorem. Głowa szpiczasta, wąska z otworem gębowym na końcu długiego pyska. Spłaszczone ciało z wystającymi oczami, pokryte kostnymi łuskami. Duże skrzydłowate płetwy piersiowe, płetwa grzbietowa i odbytowa krótka.

## Ekologia i zachowanie
Jajorodny – podczas tarła wypływa z dna ku toni morskiej, gdzie następuje zapłodnienie. Jaja wypływają na powierzchnię, gdzie dochodzi do wylęgu. Młode spędzają pewien czas jako plankton, po czym opadają na dno i osiągają postać dorosłą. Żywi się małymi bezkręgowcami, które zasysa małym otworem gębowym. Potrafi poruszać się po dnie morskim na swoich skrzydłowatych, sztywnych płetwach piersiowych. 